# ۷۲۸ (خورشیدی)
۷۲۸ هفتصد و بیست و هشتمین سال هجری خورشیدی است.